# Våbenhvilen i Mudros
Våbenhvilen i Mudros (tyrkisk: Mondros Mütarekesi) blev indgået den 30. oktober 1918 og afsluttede fjendtlighederne den følgende dag kl. 12 i Mellemøsten mellem det Osmanniske Rige og Ententemagterne i 1. Verdenskrig. Den blev underskrevet af den osmanniske flådeminister Rauf Bey og den britiske Admiral Somerset Arthur Gough-Calthorpe ombord på HMS Agamemnon in Moudros havn på den græske ø Lemnos.
Blandt flere betingelser i våbenhvilen indgik det, at de resterende osmanniske garnisoner udenfor Anatolien skulle overgive sig, ligesom Ententemagterne fik ret til at besætte de forter, som kontrollerede Dardanellerne og Bosporus samt ret til "i tilfælde af uro" at besætte ethvert osmannisk område hvis der opstod en trussel mod de allierede troppers sikkerhed. Den osmanniske hær og det osmanniske luftvåben blev demobiliseret og alle havne, jernbaner og andre strategiske punkter blev stillet til rådighed for de allierede. I Kaukasus måtte osmannerne trække sig tilbage til grænserne fra før krigen mellem Osmannerne og Rusland.
Våbenhvilen blev efterfulgt af besættelsen af Konstantinopel (Istanbul) og den følgende deling af det Osmanniske Rige. Sèvres-traktaten, som blev indgået efter afslutningen af 1. verdenskrig den 10. august 1920, blev aldrig ratificeret af det osmanniske parlament i Istanbul (det var blevet opløst af de allierede den 11. april 1920 som følge af de tyrkiske parlamentsmedlemmers overvældende modstand mod de betingelser, som blev forhandlet i Sèvres). Den blev senere efterfulgt af Lausanne-traktaten af 24. juli 1923 efter den tyrkiske sejr i den Tyrkiske uafhængighedskrig (1919–1922), som blev ført af den Tyrkiets store nationalforsamling i Ankara (grundlagt den 23. april 1920 af Mustafa Kemal Pasha og hans tilhængere, heriblandt hans kolleger i det opløste osmanniske militær og talrige tidligere parlamentsmedlemmer fra det opløste osmanniske parlament i Istanbul.

## Baggrund
1. verdenskrig endte i 1918 i kaos for det Osmanniske Rige. I Syrien blev osmannerne til stadighed trængt tilbage af briterne i løbet af 1918, og det kulminerede med tabet af Damaskus i oktober. Det russiske riges kollaps gav imidlertid osmannerne mulighed for at genvinde områder i det østlige Anatolien da de russiske hære gik i opløsning, og osmannerne kunne endda trænge ind i områder af Kaukasus, som tidligere havde været under russisk kontrol, med den såkaldte "islam hær". Felttoget i Kaukasus bragte osmannerne på kant med deres allierede Tyskland, som havde håbet på at kunne samarbejde med den nye sovjetiske regering og købe olie fra felterne i Kaukasus, men osmannerne ville fortsætte med at kæmpe mod russerne og beholde olien for sig selv. De osmanniske hære rykkede langt ind i Centralasien og fik støtte helt fra Tashkent, på østsiden af Kaspiske Hav. Hertil kom, at forandringerne i Rusland førte til kaos i Persien, da den russisk-britisk orienterede regering under Ahmad Shah Qajar mistede kontrollen over landet udenfor hovedstaden. I starten var der store forhåbninger blandt osmannerne om at deres tab i Mellemøsten kunne opvejes af gevinster i Centralasien. Enver Pasha, et af de mest indflydelsesrige medlemmer af den osmanniske regering, fasholdt en optimistisk holdning, skjulte information, som fik den osmanniske stilling til at synes svag, og ledte hovedparten af den osmanniske elite til at tro, at krigen stadig kunne vindes.
Hændelser i det sydøstlige Europa knuste den osmanniske regerings håb. Den makedonske front, også kendt som Thessaloniki felttoget, havde stort set stået i stampe siden 1916. I september 1918 indledte de allierede styrker under ledelse af Louis Franchet d'Espèrey) pludselig en offensiv, som viste sig ret succesfuld. Den bulgarske armé blev besejret og Bulgarien blev tvunget til at søge fred i Våbenhvilen i Thessaloniki. Dette underminerede både den tyske og den osmanniske stilling, da tyskerne ikke kunne undvære tropper til at forsvare Østrig-Ungarn mod den nye trussel i Sydøsteuropa efter de tab det havde lidt på Vestfronten i Frankrig, og osmannerne stod pludselig overfor at skulle forsvare Konstantinopel mod en europæisk belejring fra landsiden uden hjælp fra bulgarerne.
Storvisir Talaat Pasha besøgte både Berlin i Tyskland og Sofia i Bulgarien i september 1918. Han kom tilbage med det indtryk, at krigen ikke længere kunne vindes. Da Tyskland sandsynligvis ville søge en separatfred ville osmannerne være tvunget til at gøre det samme. Talaat overbeviste de andre medlemmer af regeringspartiet om at de måtte træde tilbage, da de allierede ville stille langt hårdere betingelser, hvis de troede, at de som havde startet krigen, stadig sad på magten. Han forhørte sig også ved USA om han kunne overgive sig til dem og opnå fordele i forhold til den amerikanske 14-punkts-plan selv om det Osmanniske Ruge og USA ikke var i krig. Amerikanerne svarede imidlertid aldrig, da de forgæves ventede på et britisk råd, om hvordan de skulle forholde sig. Den 13. oktober trådte Talaat og resten af regeringen tilbage. Ahmed Izzet Pasha efterfulgte Talaat som storvisir. To dage efter at have overtaget posten sendte han den tilfangetagne britiske general Charles Vere Ferrers Townshend af sted til de allierede for at få betingelser for en våbenhvile.

## Forhandlinger
Den britiske regering fik besked om et tilbud og var ivrige efter at indgå en aftale. De stående betingelser fra alliancen var det første medlem, som blev kontaktet om en våbenhvile skulle gennemføre forhandlingerne. Den britiske regering fortolkede det som at Storbritannien førte forhandlingerne og kun Storbritannien. Det står ikke helt klart om det for alvor var den britiske fortolkning af de allierede betingelser. Frygt for at franskmændene ville insistere på alt for hårde betingelser og forpurre en aftale eller et ønske om at afskære franskmændene fra at få del i landområder, som de havde fået lovning på i Sykes-Picot-aftalen. Townshend antydede også, at osmannerne foretrak at forhandle med briterne, han kendte ikke til kontakten til amerikanerne eller at Talaat også havde sendt en udsending til franskmændene, men at denne udsending havde været langsommere om at svare tilbage. Den britiske regering gav admiral Calthorpe fuldmagt til at gennemføre forhandlingerne uden at inddrage franskmændene. De foreslog også en våbenhvile frem for en egentlig fredstraktat ud fra det synspunkt, at en fredstraktat ville kræve godkendelse fra alle de allierede lande og derfor ville tage for lang tid at nå frem til.
Forhandlingerne begyndte søndag den 27. oktober på HMS Agamemnon, et britisk slagskib. Briterne afslog at inddrage den franske viceadmiral Jean-Françoise-Charles Amet, der var den højest rangerende franske flådeofficer i området, trods hans ønske om at deltage. Den osmanniske delegation under ledelse af flådeminister Rauf Bey, antydede, at det var acceptabelt, da de kun var akkrediteret overfor briterne og ikke overfor franskmændene.
Begge sider vidste ikke, at modparten rent faktisk var ganske ivrig efter at underskrive en aftale og var villig til at indgå kompromisser for at opnå en sådan. Den britiske delegation havde fået en liste med 24 krav, men fik besked på at give efter på alle områder undtagen at få lov til at besætte forterne langs Dardanellerne og at få fri passage gennem Bosporus. Briterne ønskede at få adgang til Sortehavet og dermed til den rumænske front. Premierminister David Lloyd George ønskede også at indgå en aftale hurtigt inden USA kunne nå at blande sig. Ifølge Maurice Hankeys dagbog:
 [Lloyd George] havde også stor foragt til overs for præsident Wilson og var ivrig efter at tilrettelægge en deling af Tyrkiet mellem Frankrig, Italien og Storbritannien inden han talte med Amerika. Man mente også at det ville tiltrække mindre opmærksomhed til vore enorme gevinster under krigen hvis vi opslugte vor del af Tyrkiet nu og de tyske kolonier senere.

Osmannerne mente på deres side, at krigen var tabt og ville have accepteret næsten enhver betingelse de var blevet stillet overfor. Som følge heraf blev det oprindelige udkast, som briterne havde udformet, godkendt næsten uden ændringer. Osmannerne vidste ikke, at de kunne have undgået næsten alle klausulerne og briterne vidste ikke, at de kunne have krævet endnu mere. Trods det var betingelserne stort set til fordel for briterne og tæt på en egentlig overgivelse. Osmannerne gåv de allierede ret til at besætte et hver osmannisk område "i tilfælde af uro", en vag og bred formulering.
Franskmændene var ikke glade for denne fastlæggelse af praksis. Den franske premierminister Georges Clemenceau var utilfreds med at briterne ensidigt traf beslutning i så vigtig en sag. Lloyd George svarede, at franskmændene havde afsluttet en tilsvarende våbenhvile med kort varsel ved våbenhvilen i Thessaloniki, som var blevet forhandlet igennem af den franske general d'Esperey og at Storbritannien (og zarens Rusland) havde bidraget med langt hovedparten af tropperne i felttogene mod osmannerne. Franskmændene accepterede at betragte sagen som afsluttet. Den uddannede osmanniske offentlighed fik imidlertid misvisende positive indtryk af hvor hårde betingelserne i våbenhvilen rent faktisk var. Den troede at betingelserne var væsentligt mildere end de rent faktisk var, hvilket senere blev en kilde til strid om, at de allierede havde overtrådt de tilbudte betingelser, under den Tyrkiske uafhængighedskrig.

## Efterspil
I en periode bragte våbenhvilen i Mudros fjendtlighederne til afslutning mellem de allierede og osmannerne. Italienerne og grækerne foretog fremstød ind i Anatolien under påskud af at "genoprette ordenen" hvilket i praksis nærmede sig en egentlig opdeling af landet. Sèvres-traktaten i 1920 gennemførte en officiel deling af det Osmanniske Rige i indflydelsessfærer; men den Tyrkiske uafhængighedskrig (1919–23) betød en afvisning af traktaten ved hjælp af de resterende osmanniske styrker, som til sidst tog kontrol over hele den anatolske halvø. Osmanniske besiddelser i Syrien, Palæstina og Arabien forblev delt i overensstemmelse med Sèvres-traktaten mens det moderne Tyrkiets grænser blev fastlagt ved Lausanne-traktaten i 1923.

## Eksterne kilder
- "Mudros Agreement: Armistice with Turkey (October 30, 1918)" (fulde ordlyd (engelsk)), volume 6, German History in Documents and Images, German Historical Institute, Washington, DC (www.germanhistorydocs.ghi-dc.org)